# Cassiano Conzatti
Cassiano Conzatti aka Cassiano Bartolameotti-Conzatti (13 de agosto de 1862-2 de marzo de 1951) fue un botánico ítalo-mexicano. Fue Director del Jardín Etnobotánico de Oaxaca. Conzatti vivió y trabajó en México por gran parte de su vida y fue una autoridad pionera de la flora de Oaxaca. Fundó allí, en 1910, un Jardín botánico, adscrito a la Secretaría de Agricultura y Fomento.
Nacido en Italia, comenzó sus estudios en el Gymnasium Roveretano. La muerte de su padre en 1877 le obligó a abandonar sus estudios y mantener a su familia. En el otoño de 1881, dejaron Italia en el barco de vapor Atlántico, convirtiéndose en una de las primeras familias italianas en establecerse en Veracruz en el marco del programa de colonización mexicana patrocinada por ambos gobiernos.
Su familia se instaló en la colonia 'Manuel González', y Conzatti no se contentó con vivir una vida agraria y se fue a Jalapa, dejando a su madre en el cuidado de sus dos hermanos. Se convirtió en asistente en el Ateneo y Colegio Veracruzano, recibiendo bajos salarios y largas horas de trabajo, pero con la perspectiva de convertirse en maestro. Conzatti había comenzado una colección botánica cuando aún estaba en Italia, y continuó con esto en Jalapa, creando una clave para las familias de fanerógamas de México que fue publicado en 1889.
En 1885, tomó un nombramiento como asistente de enseñanza en la escuela cantonal de Coatepec, finalmente ganando suficiente dinero, para enviarlo a su familia. Trabajó bajo las órdenes del profesor Rebsamen, al cuidado de la administración de la Escuela Práctica, una rama de la Cantonal de Coatepec, y en 1889 se convirtió en director de la escuela Modelo de Orizaba. En 1891 se trasladó a Oaxaca donde pasó los años restantes de su vida y comenzó a dirigir la Escuela Normal de Profesores. Estuvo allí durante unos 20 años, con la enseñanza de la educación y de la antropología y muy activo en sus estudios botánicos.
En 1909, comenzó a mostrar síntomas de una afección neurológica, dimitiendo como director de la escuela, pero poco después fue nombrado director del Jardín Botánico de Oaxaca. Cuando el naturalista Alfonso L. Herrera fundó la Administración de Ciencias Biológicas, Conzatti trabajó en la organización, haciendo uso de su gran biblioteca y un jardín botánico para continuar sus estudios. En 1919, realizó recolecciones en todo el estado, publicó una obra sobre Oaxaca y sus recursos naturales, en 1920. En 1922 regresó a la educación y se convirtió en el delegado de Oaxaca por la Secretaría de Educación Pública, actuando como inspector de la escuela a partir de 1924 hasta su retiro en 1927. Conzatti nunca recibió formación botánica formales, su interés y dedicación llevaron a un profundo conocimiento de las plantas mexicanas, y las principales contribuciones a la botánica.
Advirtió acerca del peligro de los fuegos agro-pastoriles en México, previendo canales y reservas de agua subterránea: 

"Pronto harán 25 años viviendo en Oaxaca, y ni una sola vez en este cuarto de siglo tuve que perderme de ver .... el fuego en las colinas colindantes. Las cumbres ... son todo lo que queda. El bosque restante no puede quemarse porque ya se quemó en los años anteriores."
Conzatti (1914)

## Obra
- Flora Sinoptica Mexicana - Cassiano Conzatti & Lucio C. Smith (1895-1981)
- Los géneros vegetales mexicanos - Cassiano Conzatti (1903)
- Plant genera of Mexico (1905)
- El estado de Oaxaca y sus recursos naturales - Cassiano Conzatti (1920)
- Monografía del arbol de Santa Maria del Tule - Casiano Conzatti (1921) - see Árbol del Tule
- Una expedición botanica a la costa oaxaqueña del Suroeste - Cassiano Conzatti (1922)
- Las regiones botánico-geográficas del estado de Oaxaca : con una carta anexa - Cassiano Conzatti (1926)
- Flora Taxonómica Mexicana: Recopilación de Todos sus Representantes Vasculares, Herbáceos y Leñosos. Mexico, D.F. (1939–42)
- Flora taxonómica mexicana (plantas vasculares) (1946)[5]

## Eponimia
Género
- (Fabaceae) Conzattia Rose[6]

Especies, 199, entre ellas
- (Acanthaceae) Henrya conzattii Happ[7]
- (Acanthaceae) Louteridium conzattii Standl.[8]
- (Asclepiadaceae) Asclepias conzattii Woodson[9]
- (Asteraceae) Critonia conzattii (Greenm.) R.M.King & H.Rob.[10]
- (Fabaceae) Styphnolobium conzattii (Standl.) M.Sousa & Rudd[11]
- (Gentianaceae) Halenia conzattii Greenm. & Briq.[12]
- (Theophrastaceae) Jacquinia conzattii Lundell[13]
- (Viscaceae) Phoradendron conzattii Trel.[14]